# Tiefenstock
Le Tiefenstock est un sommet des Alpes uranaises, en Suisse. Il culmine à 3 515 m d'altitude.

## Géographie
Le Tiefenstock est situé entre les cantons du Valais et d'Uri, à l'est du glacier du Rhône. Il se trouve au sud de Dammastock et au nord du Galenstock.